# Fort Masmak
Le fort Masmak (en arabe : قصر المصمك, Qaṣr al-Maṣmak) est un fort situé dans le centre historique de Riyad, en Arabie Saoudite. Fait d'argile et de terre crue, il comprend des murs épais ainsi que quatre miradors. Cet édifice joue un rôle important dans la bataille de Riyad du 14 janvier 1902, durant laquelle les rebelles menés par Abdelaziz ben Abderrahmane al-Saoud reprennent possession de la ville.

## Histoire
Le fort Masmak est construit vers 1865 par le prince Abdulrahman ibn Sulaiman ibn Dabaan sous le règne de Mohammed ben Abdallah al-Rachid, chef de l'Émirat de Haïl, qui avait pris de force le contrôle de la ville au clan rival des Saoud. En janvier 1902, le jeune émir Abdelaziz ben Abderrahmane al-Saoud, alors en exil au Koweït, réussit à faire capturer le fort Masmak depuis sa garnison de Rachid.
Le fort Masmak est situé dans le centre-ville commercial du vieux Riyad. Il est utilisé par le roi Abdulaziz entre 1902 et 1938, avant que  celui-ci ne fasse transférer sa cour au palais Murabba (en) nouvellement construit.
Le fort est rénové au début des années 1980. Il est ensuite ajouté au centre historique du roi Abdulaziz, un ensemble d'anciens bâtiments restaurés de Riyad. Les « célébrations du siècle » de ces bâtiments se tiennent en 1999.

## Utilisation actuelle
La grande porte d'entrée du fort est faite de bois de palmier et mesure 3,65 m de haut sur 2,65 m de large. En son centre se trouve une ouverture, nommée al-Khokha, conçue pour ne faire entrer qu'une seule personne à la fois ; c'est un moyen de défense permettant les entrées et les sorties sans ouvrir la grande porte.
Le fort Masmak renferme également une mosquée et un puits à eau. Les toits de l'édifice ainsi que les portes de communication menant à la cour sont faits de bois peint.
Le musée, créé en 1995, abrite une exposition d'armes, de costumes antiques et d'anciens objets agricoles.

## Ouverture au public
Le site est ouvert à tous les visiteurs aux horaires suivants :
| Jour                   | Matin (08:00 - 12:00) | Soirée (16:00 - 21:00) |
| ---------------------- | --------------------- | ---------------------- |
| Dimanche, mardi, jeudi | Hommes                | Hommes                 |
| Lundi, mercredi        | Familles              | Familles               |
| Vendredi               | Fermé                 | Familles (16:00-19:30) |
| Samedi                 | Hommes                | Familles (16:00-19:30) |

## Images

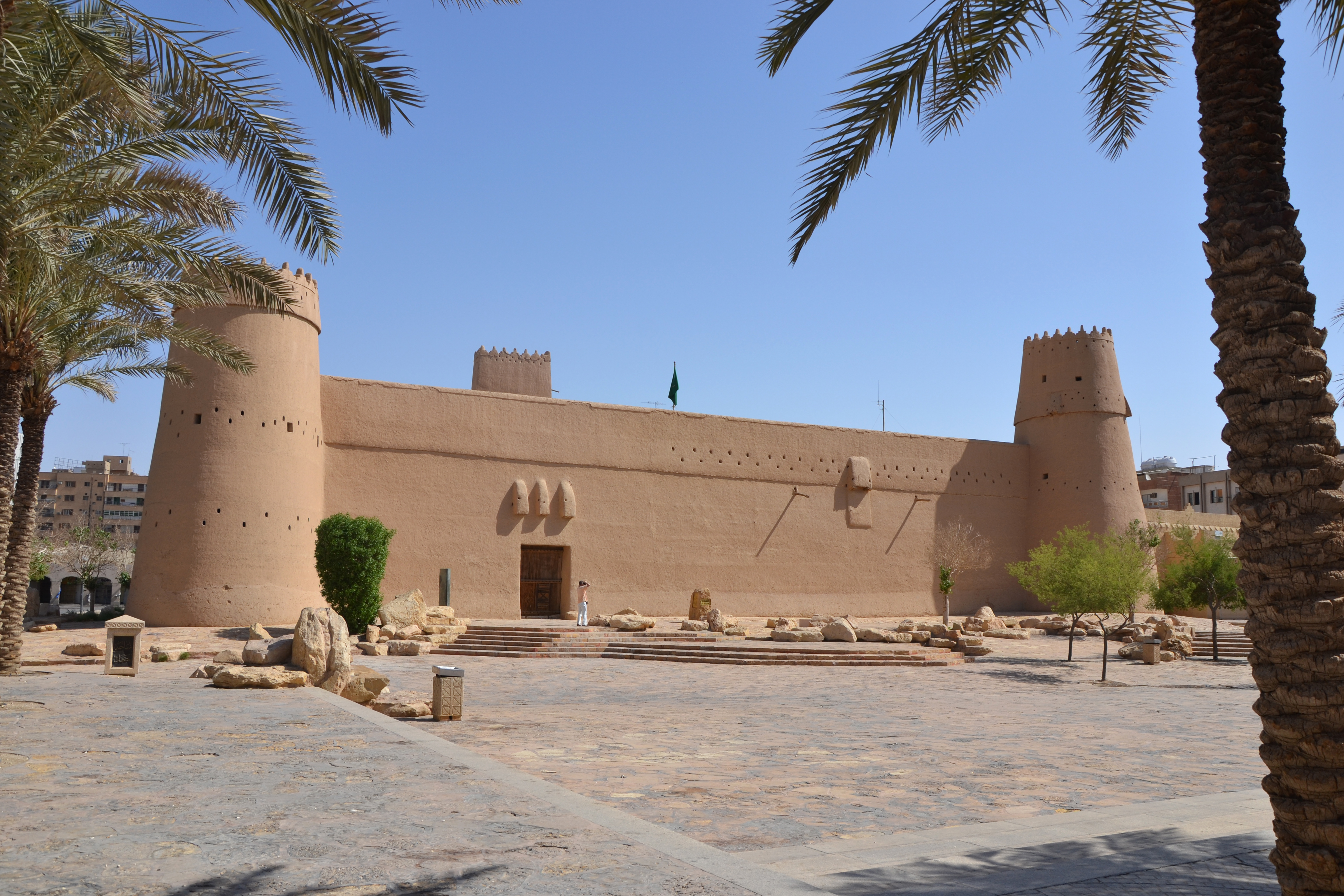
Place devant le fort (2011)
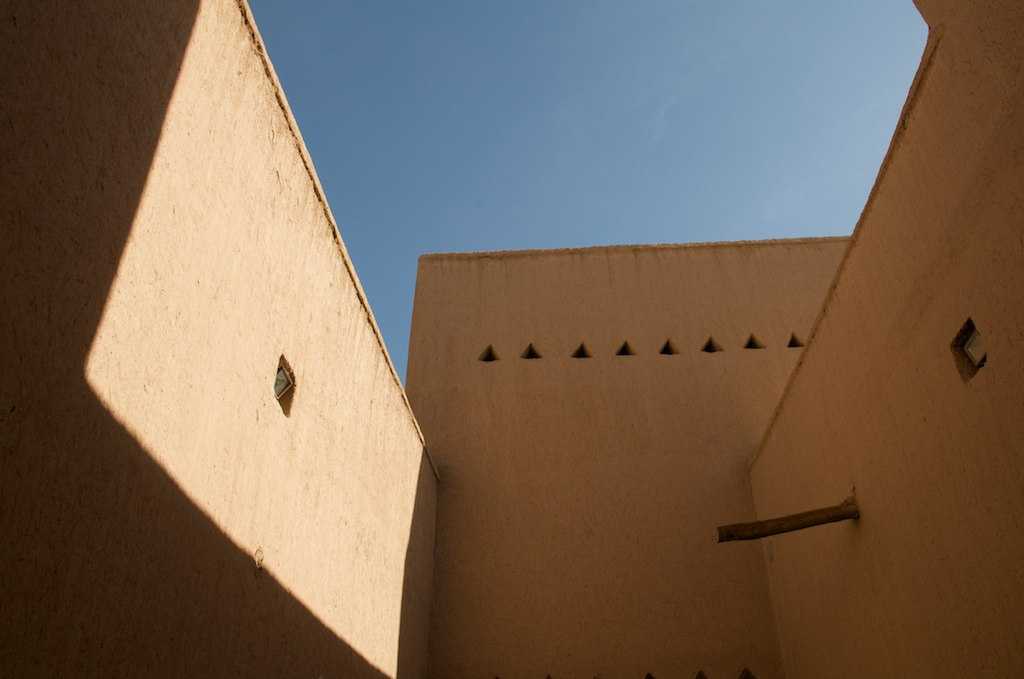
À l'intérieur (2009)
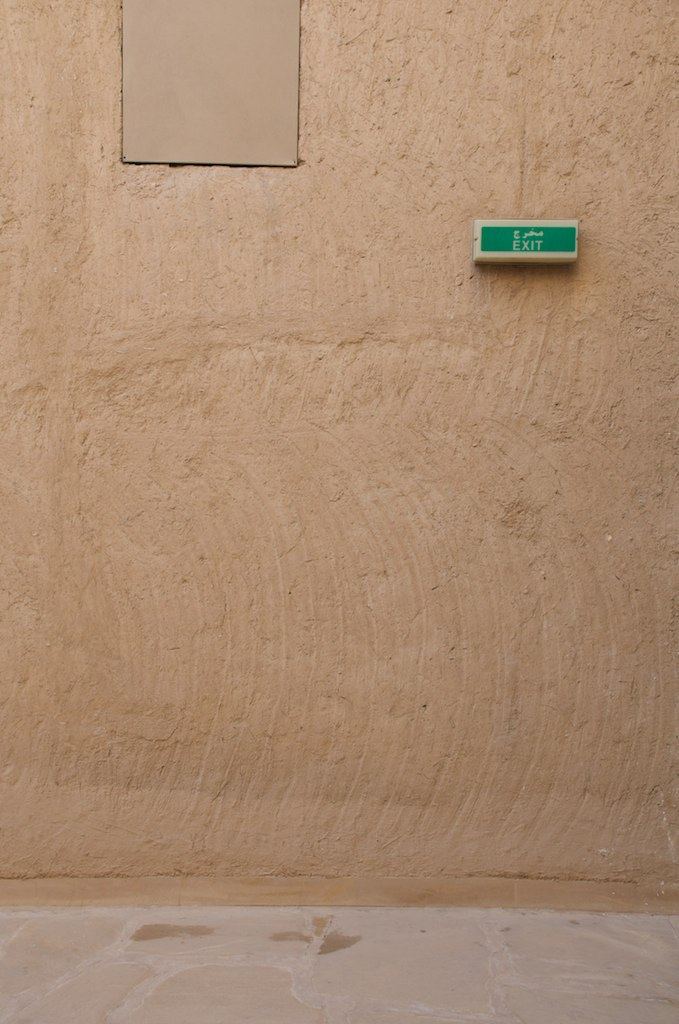
À l'intérieur (2009)
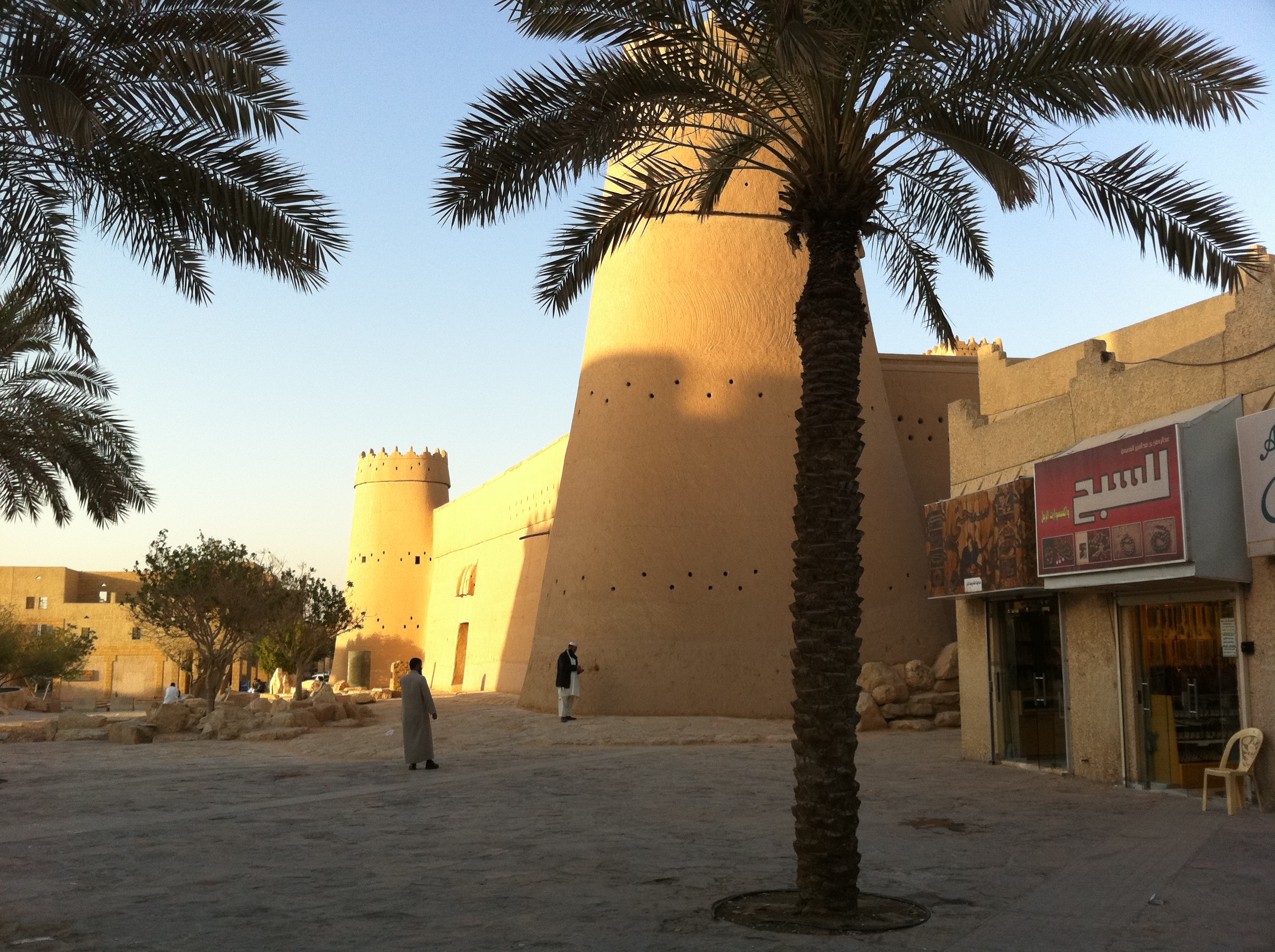
Vue de l'angle sud-ouest du fort Masmak
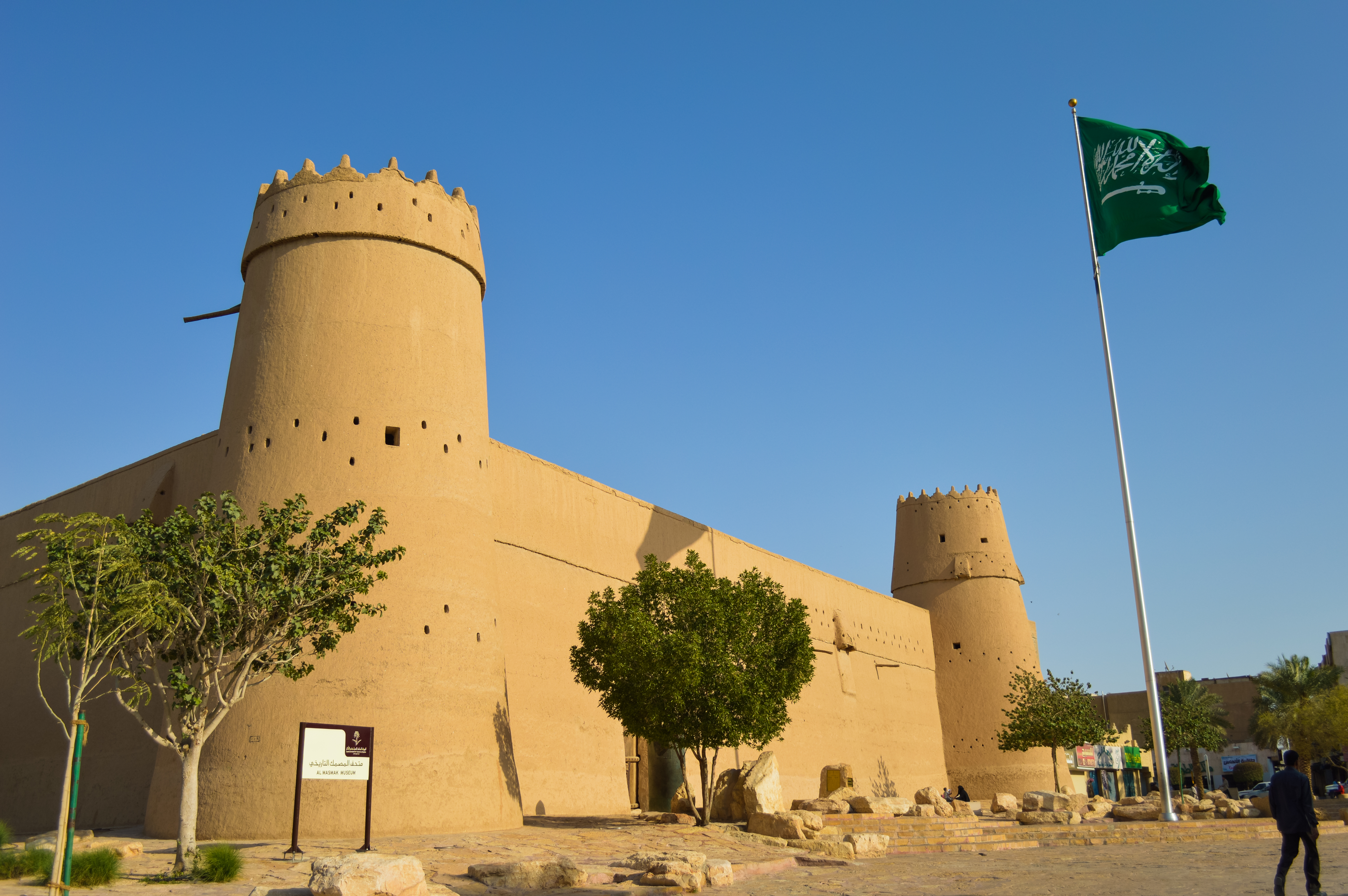
La façade (2014)
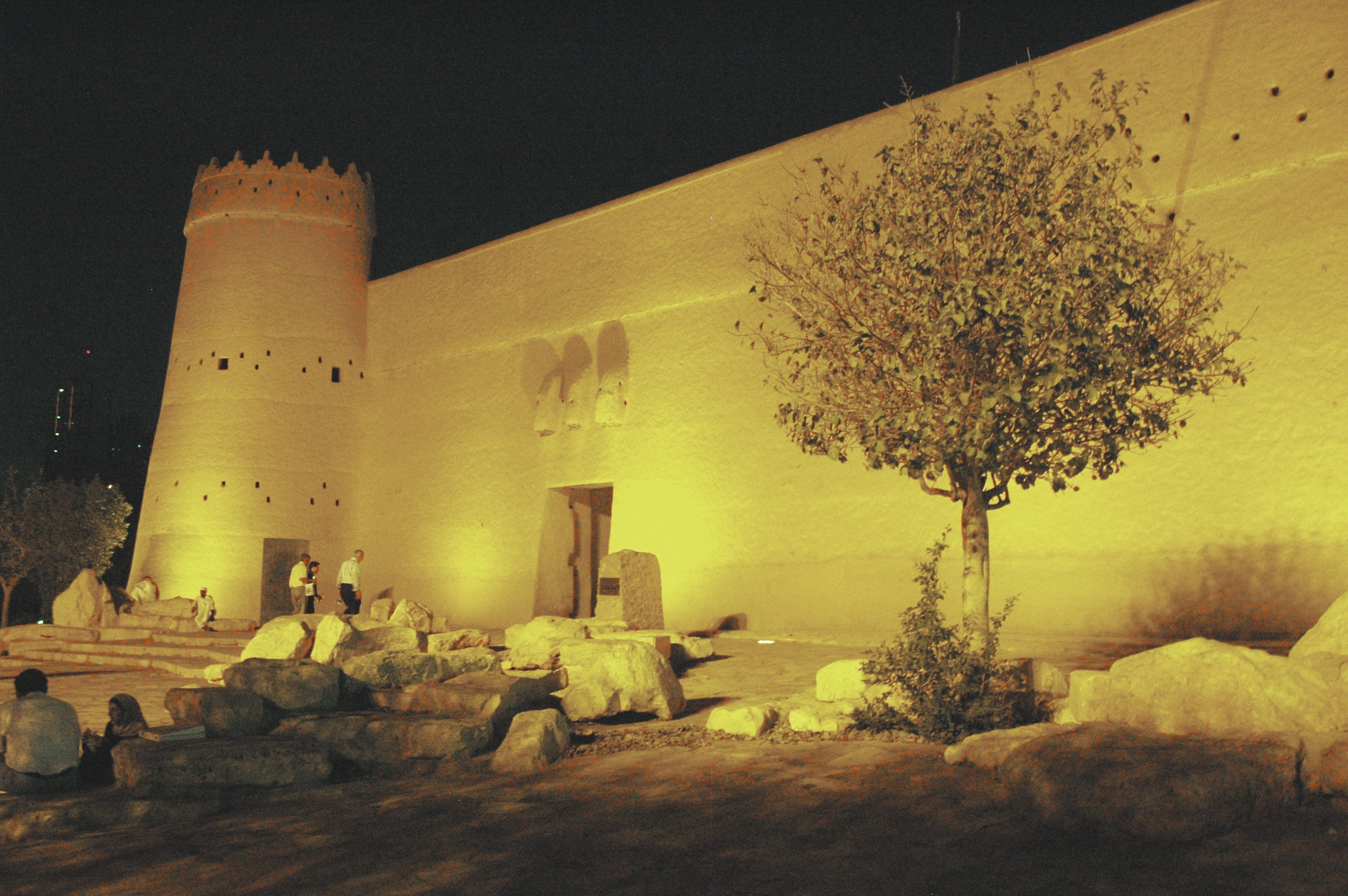
Le fort éclairé la nuit (2008)